# 賴訥科格爾山
47°05′40″N 15°26′00″E / 47.0944103°N 15.4333077°E

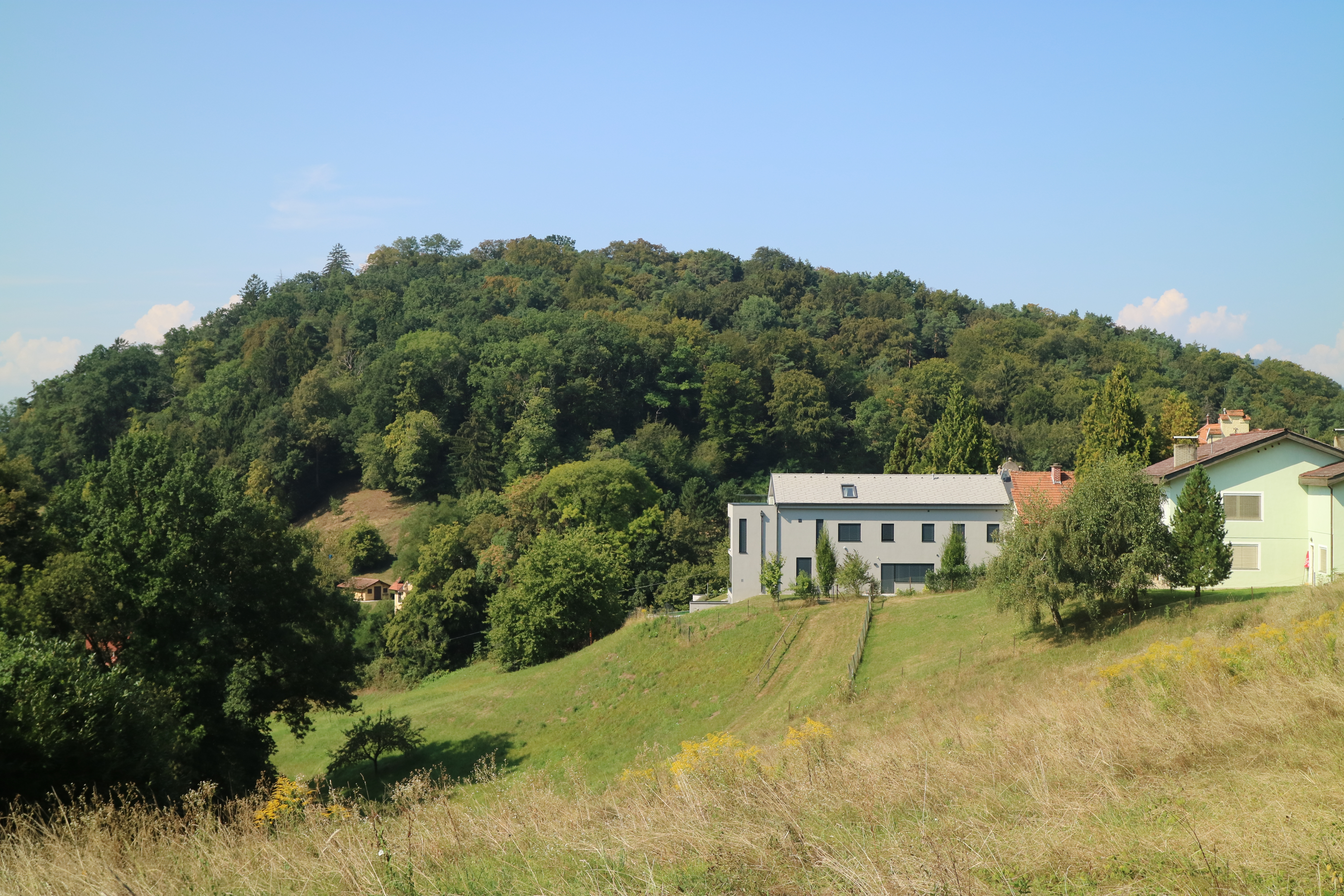

賴訥科格爾山（德語：Reinerkogel），是奧地利的山峰，位於該國東南部，由施泰爾馬克州負責管轄，屬於格拉茨高地的一部分，海拔高度500米，每年平均降雨量1,671毫米。